# Encarsia estrellae
Encarsia estrellae är en stekelart som beskrevs av Manzari och Andrew Polaszek 2002. Encarsia estrellae ingår i släktet Encarsia och familjen växtlussteklar. Inga underarter finns listade i Catalogue of Life.